# Підміна
«Підміна» (англ. Changeling) — фентезійний роман американського письменника Роджера Желязни, видана 1980 року. У 1981 році роман потрапив до списку номінантів премії «Локус», сиквел роману — «Медвенд».

## Сюжет
Роман розповідає про діяльність Поля Детсона, сина могутнього чаклуна, підмінений в дитинстві та перенесений зі світу магії в світ науки. Основні події роману розгортаються вже після його повернення в рідний йому світ, в якому панує магія.
Батько головного героя, лорд Дет Морсон Рондовал, колись був дуже впливовим чорним магом й чинив страшні речі. Але чаша терпіння людей переповнилася, й війська Джареда Кейта в союзі з кентаврами взяли в облогу його замок. Лорд Дет відчайдушно захищався, закликаючи на допомогу численних підлеглих йому монстрів, демонів та драконів, і цілком міг би перемогти ... якби серед його противників не було старого Мора, його батька — білого мага, який перевершує його за силою. Дет вбив ватажка військ штурмовиків, але й сам упав у чаклунський дуелі. Всі слуги чаклуна були вбиті, а дракони та інші надприродні створіння занурені Мором в непробудний сон у підземеллях замку. Скіпетр влади лорда Рондовала — потужний та небезпечний артефакт — був розділений на три частини й перенесений на вершину Трикутника Інта, щоб послабити його силу. Під час штурму загинула дружина Дета — леді Лідія, але його син-немовля, Пол, вижив. Переможці спочатку хотіли знищити дитини, який, безсумнівно, виріс би могутнім чаклуном почав би мстити їм в майбутньому. Сержант Маракас запропонував не вбивати його, а просто відіслати подалі. Мор прийняв цю пропозицію й переправив останнього лорда Рондовала в паралельний світ — на Землю, де царювала технологія, а не магія. Згідно із законом рівноваги можна було лише зробити обмін, але не просто прийти й залишити дитину. Тому білий маг обміняв Поля Детсона на Деніела Чейна — сина конструктора Майкла Чейна, і віддав немовлят на виховання Маракасу. Дитина отримала нове ім'я — Марк Мараксон.
У світі магії юний Марк Мараксон одержимий пристроями, будував водяні колеса, а згодом і парові машини. Він не розуміє, чому люди в господарстві та селах покладаються на магів, а не використовують техніку, яку він створює. Тим часом молодий Пол виростає поетом, музикантом та співаком, позначеним білою смугою в темному волоссі. Пол відчуває гибоке розчарування для людини, яку вважає своїм батьком, інженером за фахом. Час від часу він бачить у повітрі світлові промені, до яких він може торкнутися, щоб все сталося.
Марк лякає оточуючими людей та блукає пагорбами, допоки не знайде кладовище машин, які залишилися від давньої війни між магією та технологією. Марку вдається їх перезапустити й він з тріумфом повертається на літальному апараті, сподіваючись на щасливе дитинства в селі, проте замість цьоо на нього нападають односельці та засліплюють хлопця. Втікаючи назад на кладовище, він створює армію машин, щоб помститися.
Мор, розуміючи, що він порушив світовий баланс, розпочинає пошуки Пола, щоб протистояти Марку, розкриваючи хлопцеві таємницю його спадщини та сили. Щоб повернути Пола, літнім Морам доводиться залишатися у світі технологій, щоб збалансувати обмін між світами. Він гине в парку, де кожне дерево, птах і комаха є штучними.
Пол повинен знайти свій шлях до замку Рондовал. Пасма, які він може використовувати для застосування магії, скрізь навколо нього. Незабаром він знаходить злодія, який був у замку, коли Мор кинув на нього заклинання сну. Пробуджений злодій стає його помічником. Він також виявляє, що дракони Дета сплять у підземеллях. Вони прокинуться на заклик наймогутнішого, хто визнає себе сином свого колишнього господаря, потім він повинен вирушити у пошуки трьох частин магічного скіпетра свого батька, розсіяних в усьому світі. У дорозі його супроводжує колишня кохана Марка, внаслідок чого виникає любовний трикутник.
Квест вимагає від нього перемогти декілька магічних пасток та охоронців. Успішно здоавши всі перешкоди Пол здатний взяти на себе віжповідальність та перемогти Марка Мараксона, відновивши рівновагу його світу. Проте він втрачає прихильність дівчини. Полу залишається шукати своє майбутнє в Рондовалі, серед старих магів, залишених батьком.

## Головні герої
- Пол Детсон Рондовал — головний герой, син могутнього чорного мага Дета Морсона Рондовала. Виріс на Землі під ім'ям Деніела Чейна, і серйозно займався музикою — грою на гітарі. Боксер та регбіст. Сам є сильним чаклуном, але тільки недавно опанував магічну силу, хоча й має про неї інтуїтивне поняття.
- Марк Мараксон — справжній Деніел Чейн, виховувався сержантом Мараксоном у паралельному світі. Високий та міцний рудоволосий чоловік, колишній коваль. Геніальний технік, самотужки відродив центр високих технологій біля гір Анвіл.
- Маусглоу - за професією — злодій. Непоказна людина маленького росту. Намагався пограбувати лорда Дета й потрапив у темницю. Влаштував втечу в найневдаліший час — під час штурму замку, — заблукав у потаємних проходах й проспав двадцять років поруч з Місячним Птахом. Волею випадку став другом та помічником Пола Детсона.
- Місячна Птах — найстаріший та найсильніший дракон лорда Рондовала. Вміє розмовляти та спілкуватися телепатично. Знає багато секретів магії. Може користуватися нижнім сегментом скіпетра, призначеним для виклику магічного вогню.